# Ectropothecium duemmeri
Ectropothecium duemmeri är en bladmossart som beskrevs av Hugh Neville Dixon 1918. Ectropothecium duemmeri ingår i släktet Ectropothecium och familjen Hypnaceae. Inga underarter finns listade i Catalogue of Life.